# Přísežný měšťan
Přísežný měšťan je ve středověkém městě měšťan, který se přísahou zavázal k pomoci městské radě. Přísežní měšťané konšelům pomáhali v soudních i správních povinnostech, často se v listinách vyskytují jako svědkové. V českých městech tato funkce vznikla pravděpodobně v 1. polovině 14. století, kdy výrazně vzrostla správní, soudní apod. agenda městských rad. Jejím vlivem se na městské vládě podílelo větší množství osob, často i z řemeslnických vrstev.